# Claudius (hofmeier)
Claudius was een hofmeier onder koning Theuderik II (596-613).
Hij volgde rond 606 Protadius op als hofmeier. Zoals zijn naam al doet vermoeden was hij van Romeinse afkomst. Volgens Fredegarius was hij een slimme en doortastende man met veel vrienden. Zijn enige zwakte was zijn voorliefde voor veel eten. 
Rond 591 wordt een Claudius als “regalis cancellarius” onder Childebert II (koning van Austrasië van 575 - 596) genoemd. Mogelijk is hij identiek aan de hofmeier Claudius.
Hij werd opgevolgd als hofmeier door Warnachar II.

## Beknopte bibliografie
- K. Selle-Hosbach, Prosopographie Merowingischer Amtsträger in der zeit von 511-613 Bonn, 1974, p. 74.
- J.M. Wallace-Hadrill (trad.), The fourth book of the Chronicle of Fredegar, Londen, 1960, p. 19 (IV 28).